# Galina Oerbanovitsj
Galina Napoleonvna Oerbanovitsj (Russisch: Галина Наполеоновна Урбанович) (Bakoe, 5 oktober 1917 - Moskou, 8 mei 2011) was een turnster uit de Sovjet-Unie. Ze vertegenwoordigde haar vaderland op de Olympische Zomerspelen 1952 in Helsinki. 
Oerbanovitsj won tijdens de spelen van Helsinki twee medailles allebei in een teamonderdeel, de gouden medaille in de landenwedstrijd en de zilveren medaille in de landenwedstrijd draagbaar gereedschap. Individueel eindigde zij als vijfde in de meerkamp, op de balk en op sprong.

## Resultaten

### Olympische Zomerspelen
| Jaar | Plaats   | Resultaten                                                                                                |
| ---- | -------- | --- |
| 1952 | Helsinki | landenwedstrijd landenwedstrijd draagbaar gereedschap sprong 5e in de meerkamp 5e op de balk 8e op sprong |